# Círculo eleitoral da Europa
Círculo eleitoral da Europa é um dos 22 círculos eleitorais plurinominais da Assembleia da República. O círculo eleitoral foi estabelecido em 1976, quando a Assembleia da República foi estabelecida pela constituição de 1976 após a restauração da democracia.
Abrange a área da Europa, sendo o eleitorado os portugueses residentes no estrangeiro nessa mesma área. O círculo eleitoral é fixado em eleger 2 dos 230 membros da Assembleia da República usando o sistema eleitoral de representação proporcional de lista partidária fechada. Nas eleições legislativas de 2024, teve 937.311 eleitores registados.

## Sistema eleitoral
Europa elege atualmente 2 dos 230 deputados à Assembleia da República, menos de 1% da composição total do Parlamento português, segundo o sistema eleitoral de representação proporcional de lista fechada. A atribuição dos lugares é efetuada segundo o método D'Hondt.